# Соболевка (Броварский район)
Соболевка (укр. Соболівка) — село, входит в Зазимскую сельскую общину Броварского района Киевской области Украины.
Население по переписи 2001 года составляло 198 человек. Занимает площадь 0,83 км².

## Местный совет
07410, Киевская обл., Броварский р-н, с. Леточки, ул. Красноармейская